# Granulocyte

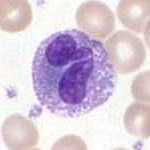
Granulocyte éosinophile

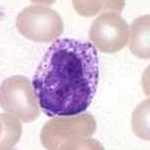
Granulocyte basophile

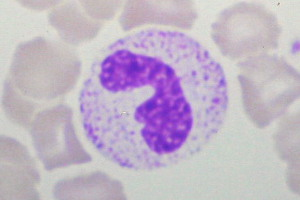
Granulocyte neutrophile

Les granulocytes, autrefois qualifiés de polynucléaires (parce que certains d'entre eux, et notamment les granulocytes neutrophiles, semblent posséder plusieurs noyaux, autre raison plus acceptée: car leur noyau est composé de plusieurs lobes), sont des globules blancs qualifiés de « non spécifiques » dans la mesure où ils ne sont pas dirigés contre un seul antigène. Il existe différentes catégories de granulocytes : les neutrophiles (qui sont les plus abondants), les basophiles et les éosinophiles. Cette dénomination est basée sur leur affinité à absorber des colorants neutres, basiques, ou acides à base d'éosine (colorant MGG = May-Grünwald Giemsa).
Leurs rôles sont également différents dans le corps : 
- les granulocytes neutrophiles sont des phagocytes, c'est-à-dire des cellules capables de phagocyter (internaliser) et de digérer les antigènes comme les bactéries. Comme leur nom l'indique, ils possèdent des granules ; elles peuvent être exocytés (leur contenu déversé hors de la cellule) ce qui permet de limiter l'inflammation à l'endroit de l'infection ;
- les granulocytes basophiles  attirent les autres globules blancs en déversant l'histamine contenue dans leurs granules. Cette histamine active la réaction inflammatoire et intervient également dans les réactions allergiques ;
- les granulocytes éosinophiles sécrètent des substances qui tendent à limiter l'action de l'histamine des granulocytes basophiles. Leur rôle est de s'attaquer aux parasites de l'organisme sans les phagocyter : ils se fixent dessus et déversent leurs granules qui contiennent des enzymes destinées à les détruire. Ils interviennent aussi lors de réactions allergiques.